# Aide médicale urgente en Belgique
Il existe en Belgique une notion dans l'aide sociale qui est dénommée aussi « aide médicale (urgente) ». Celle-ci est abordée dans l'article Aide sociale en Belgique.
 (octobre 2019).
Si vous disposez d'ouvrages ou d'articles de référence ou si vous connaissez des sites web de qualité traitant du thème abordé ici, merci de compléter l'article en donnant les références utiles à sa vérifiabilité et en les liant à la section « Notes et références ».
En Belgique, l'aide médicale urgente (souvent abrégée AMU) est l'un des trois services d'urgence du pays avec la police et les services de sécurité civile (pompiers et protection civile). Elle désigne les moyens médicaux de premiers secours du Royaume. Ils sont sous l'autorité du service public fédéral Santé publique.

## Historique

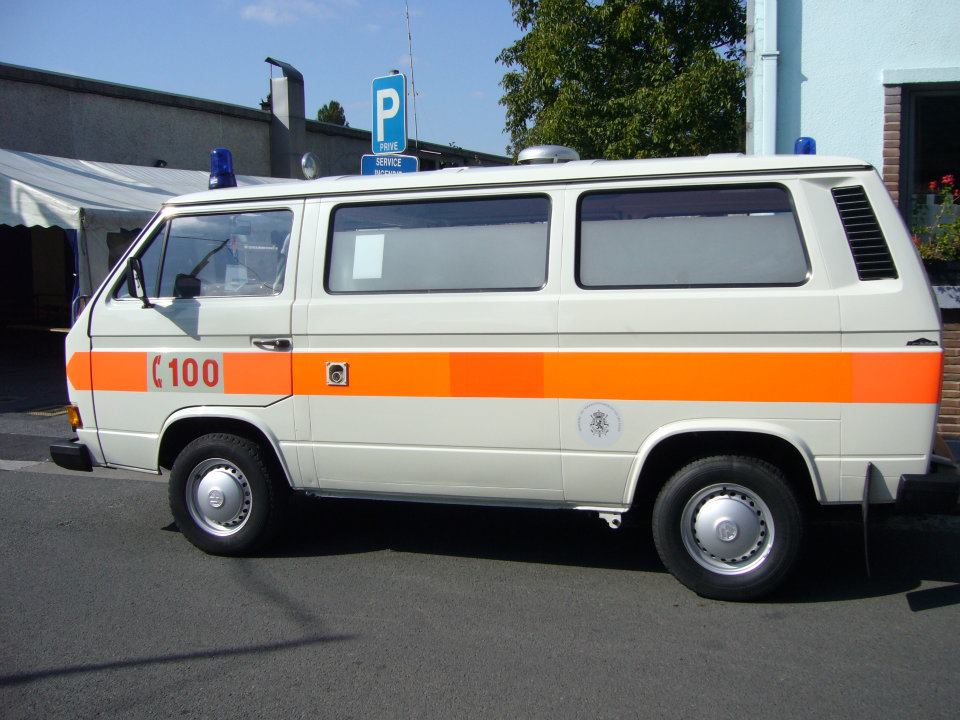
Ambulance classique fournie par le ministère jusque dans les années 1990 sur châssis Volkswagen Transporter T3.

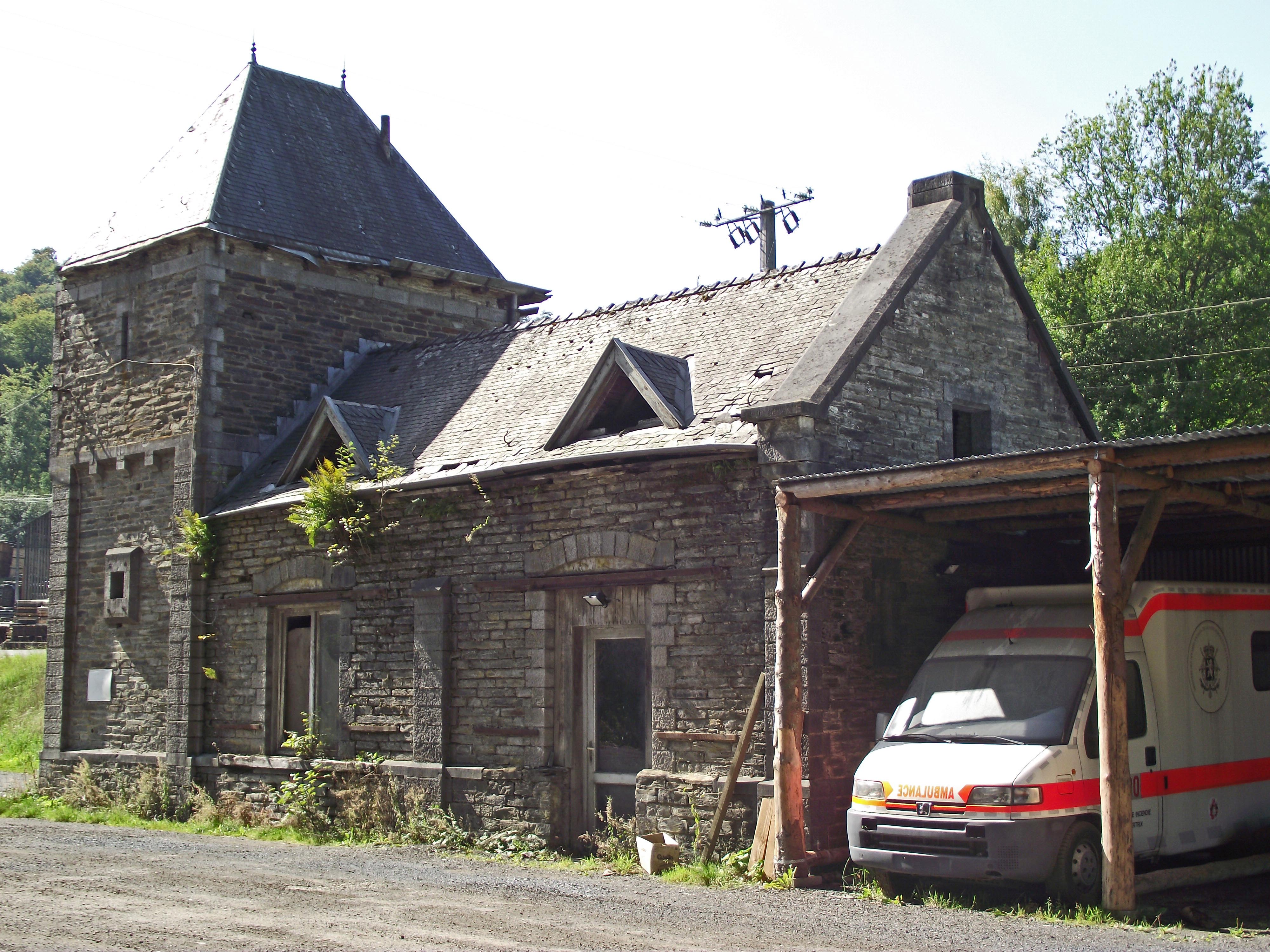
Ancienne ambulance du service incendie de Bertrix, aujourd'hui réformée. À partir des années 2000, la couleur officielle des ambulances belges devint le jaune au lieu du blanc. La bande horizontale rouge, elle, resta d'application.

En 1956, la Belgique est frappée par une épidémie de poliomyélite. Afin de prendre en charge les malades atteints de complications mais aussi pour faire face à l’augmentation du nombre d’accidents de la route, le ministre Edmond Leburton met en place le premier service national de secours. Celui-ci est composé d’une quinzaine d’ambulances et relève de la responsabilité des Commissions d’Assistance Publique (communes).
En 1959, Anvers accueille la première centrale téléphonique de réception d’appels d’urgence. Mise en place à titre expérimental, celle-ci se voit attribuer le numéro « 900 ». Très vite, son succès entraîne la création de quinze autres centrales qui, par facilité, sont installées dans des casernes des services d’incendie. En 1963, la totalité du territoire belge est couverte: 16 centrales « 900 » assurent la couverture de 40 zones téléphoniques.
La loi du 8 juillet transfère la responsabilité de l’aide médicale urgente des communes vers l’état national. Pendant près de 20 ans, l’organisation consiste essentiellement en l’envoi d’une ambulance pour transporter le blessé ou le malade vers un hôpital.
Le 11 juin 1974 parait un arrêté royal lançant le programme héli-secours, visant à amener des secours héliportés sur le territoire national. La mission est confiée à la protection civile avec l'acquisition d'un hélicoptère Sud-Aviation SA316 Alouette III immatriculé « OO-PCB » et basé initialement au fort de Walem, près de Malines, pour la somme de 15 827 987 francs belges (plus 600 000 francs de matériel médical).
Ce n’est qu’au début des années 1980 que l’aide médicale urgente commence à se médicaliser. À l’initiative des services d’urgence hospitaliers, les premiers véhicules rapides d’interventions médicales (V.I.M.) apparaissent sur les routes belges. Ceux-ci ne se contentent plus d’assurer uniquement le transport: équipés d’un matériel complet de réanimation, ils emportent une équipe médicale (médecin urgentiste et infirmier(ère) urgentiste) afin de prodiguer les premiers soins directement sur le lieu de détresse.
Ce n’est que 10 ans plus tard que l’efficacité d'une intervention médicale extra-hospitalière est reconnue. L’arrêté royal du 10 avril 1995 instaure la fonction « SMUR » (Services Mobiles d’Urgence et de Réanimation) aujourd’hui généralisée : celle-ci vise « à limiter l’intervalle médical libre chez les personnes dont l’état de santé comporte une menace réelle ou potentielle pour leur vie ou menace gravement un de leurs membres ou de leurs organes ».
Entretemps, le numéro « 900 » est devenu le « 100 » en 1987. À l’heure actuelle, c'est le 112 qui remplace petit à petit le 100. À terme, ce numéro devrait servir pour les trois grands services d'urgence: l'aide médicale, les pompiers et la police. Il existe une centrale « 112 » par province (à l’exception du Brabant wallon, couvert par les centrales de Bruxelles, Namur, Liège, Mons et Louvain, celle de Wavre n’étant toujours pas opérationnelle). Le service « SMUR » couvre l’ensemble du territoire national avec un intervalle médical libre inférieur à 15 minutes pour 90 % de la population.

## Fondement légal
L'aide médicale urgente en Belgique est régie par la loi du 8 juillet 1964 (Moniteur belge du 25 juillet 1964). Celle-ci a été modifiée à de nombreuses reprises et depuis la loi du 22 février 1998 (Moniteur belge du 10 mars 1998), il faut entendre par aide médicale urgente « la dispensation immédiate de secours appropriés à toutes les personnes dont l’état de santé par suite d’un accident ou d’une maladie soudaine ou de la complication soudaine d’une maladie requiert une intervention urgente après un appel au système d’appel unifié par lequel sont assurés les secours, le transport et l’accueil dans un service hospitalier adéquat ».

## Marques distinctives

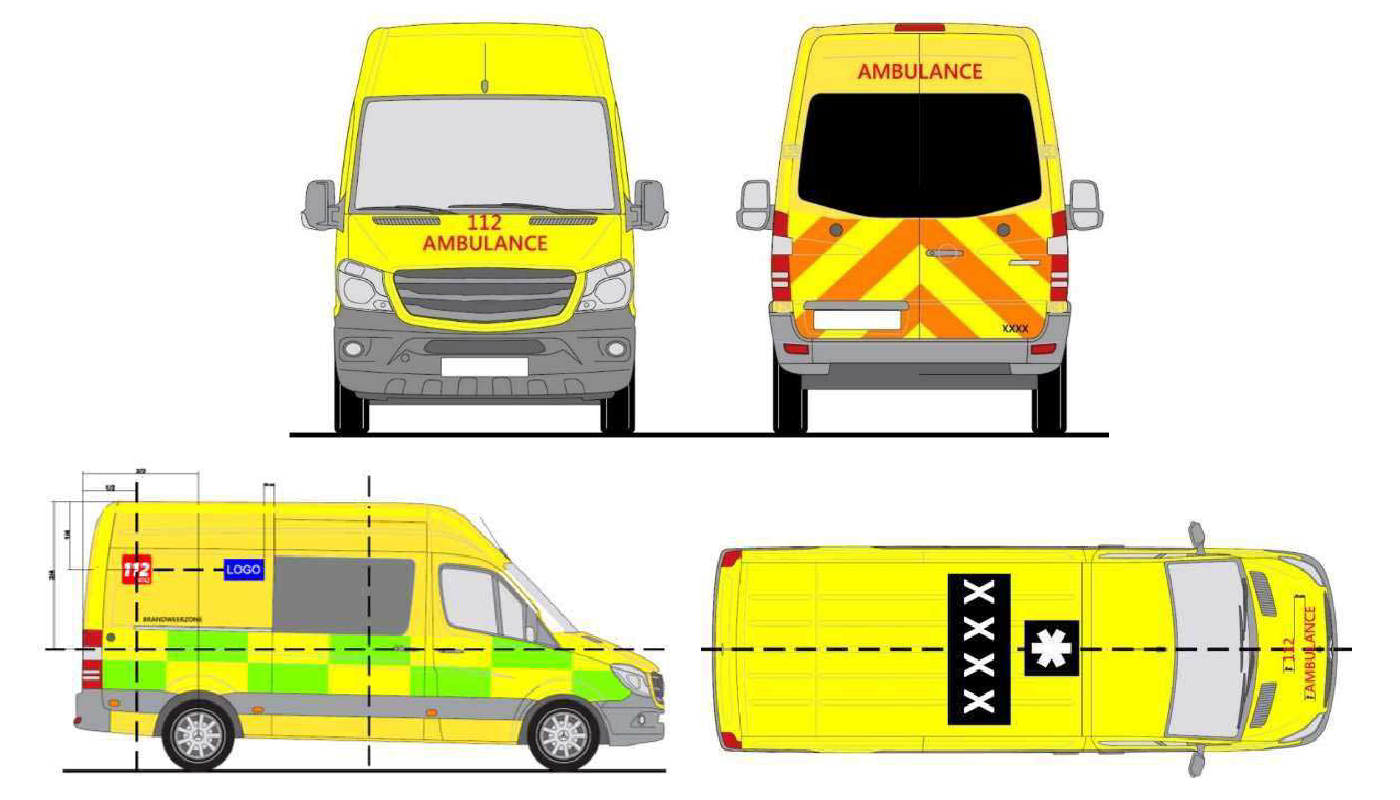
Caractéristiques extérieures obligatoires des véhicules de l'aide médicale urgente à partir de 2021.

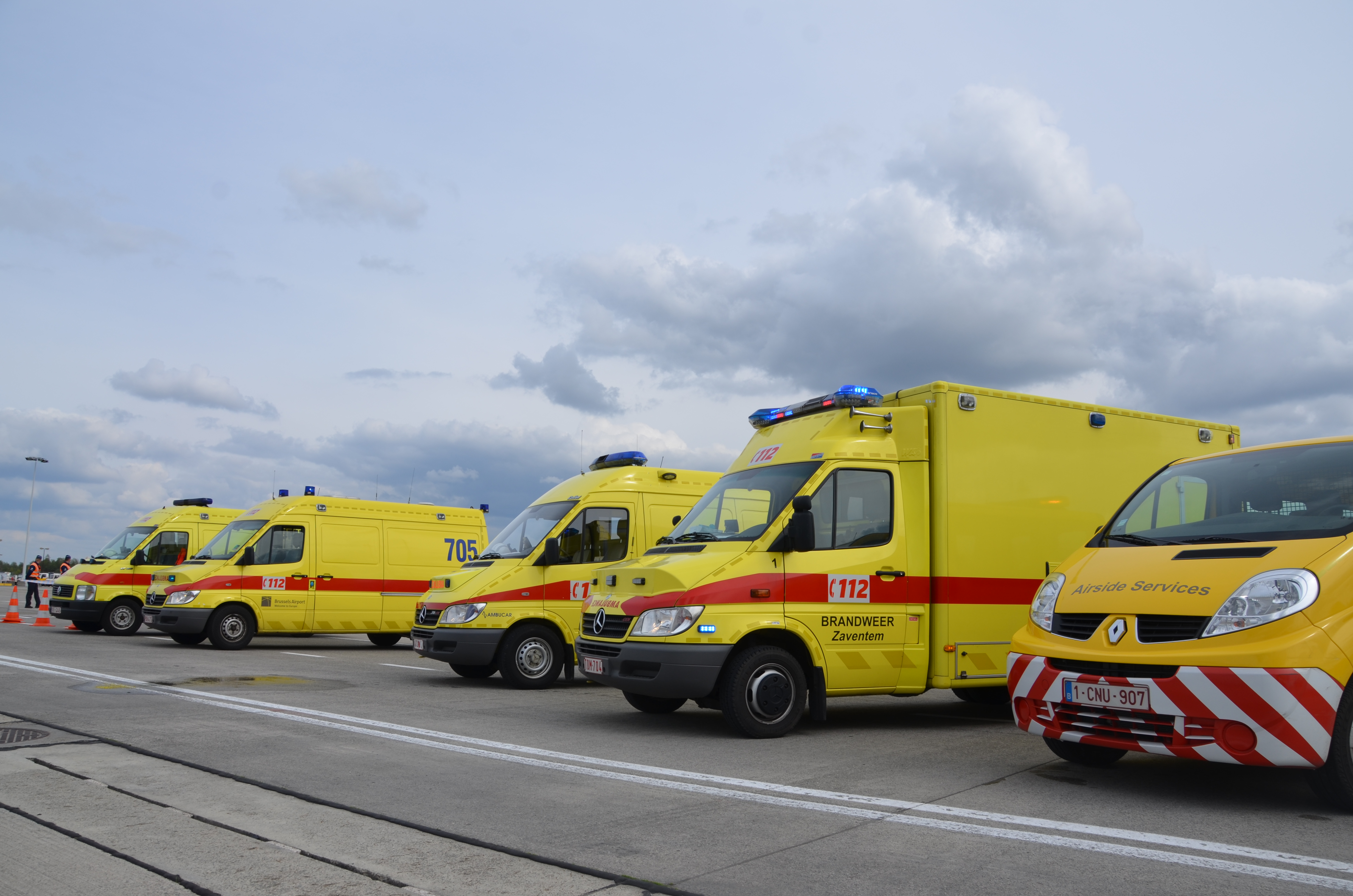
Différentes ambulances des pompiers de Bruxelles, Zaventem, ainsi que du service de l'aéroport de Bruxelles, lors d'un exercice catastrophe à ce même aéroport, en 2013.

En Belgique, les véhicules agréés à l'aide médicale urgente (ambulances) sont reconnaissables à :
- leur couleur jaune moyen
- leur bande rouge horizontale réfléchissante
- l’inscription du numéro d’appel 112 précédé du symbole téléphonique
- leur numéro d’identification, situé à l’arrière du véhicule
- la marque des contours, réfléchissantes, figurant à l’avant, à l’arrière et sur les côtés.

Ces caractéristiques extérieures des véhicules qui interviennent dans le cadre de l’aide médicale urgente sont définies de manière précise par l’arrêté ministériel du 6 juillet 1998 (Moniteur belge du 9 juillet 1998): codes RAL, position de la bande rouge, matériaux pour le marquage…

## Organisation belge

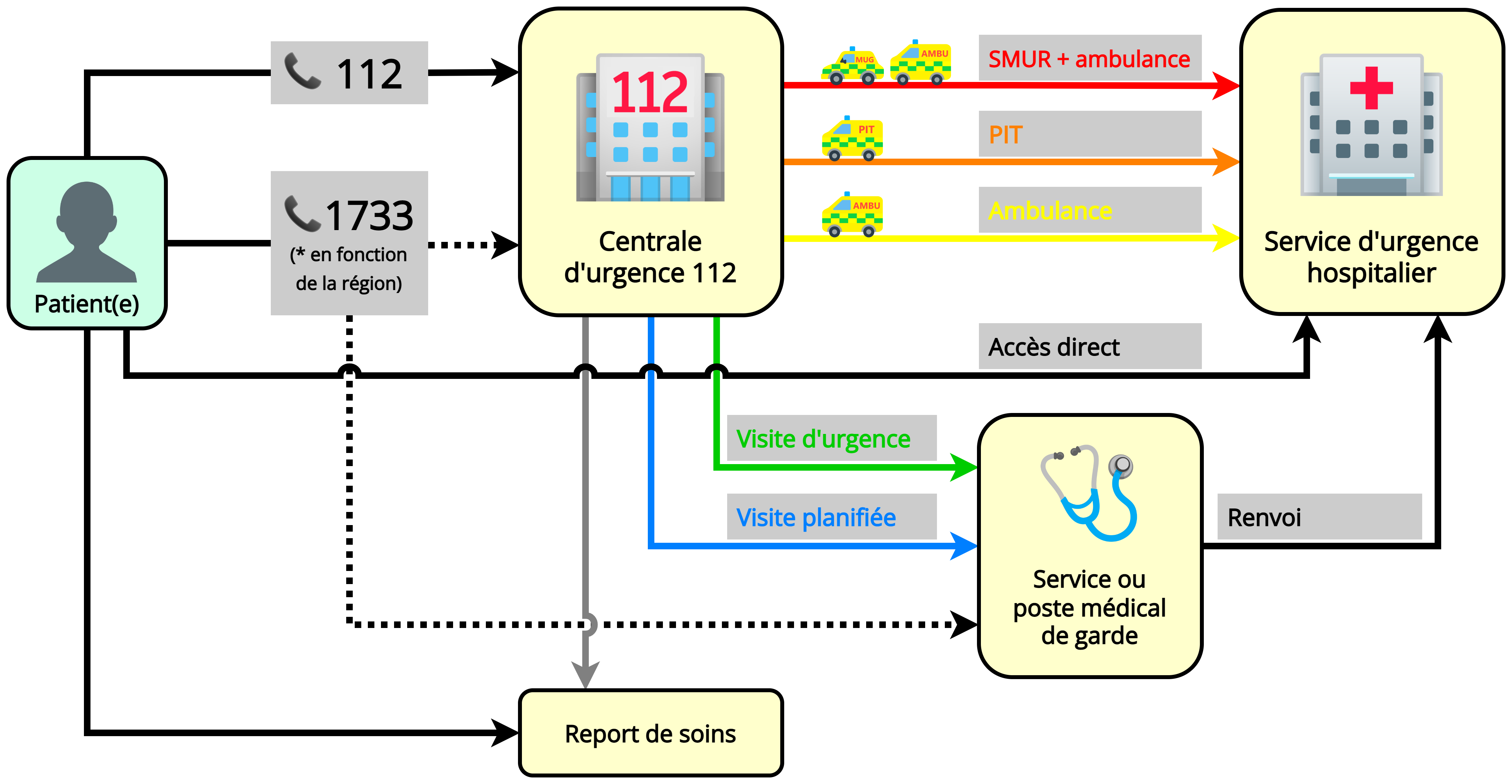
Schématique du système belge des soins non-planifiables (l'AMU ainsi que les gardes médicales) en 2022.

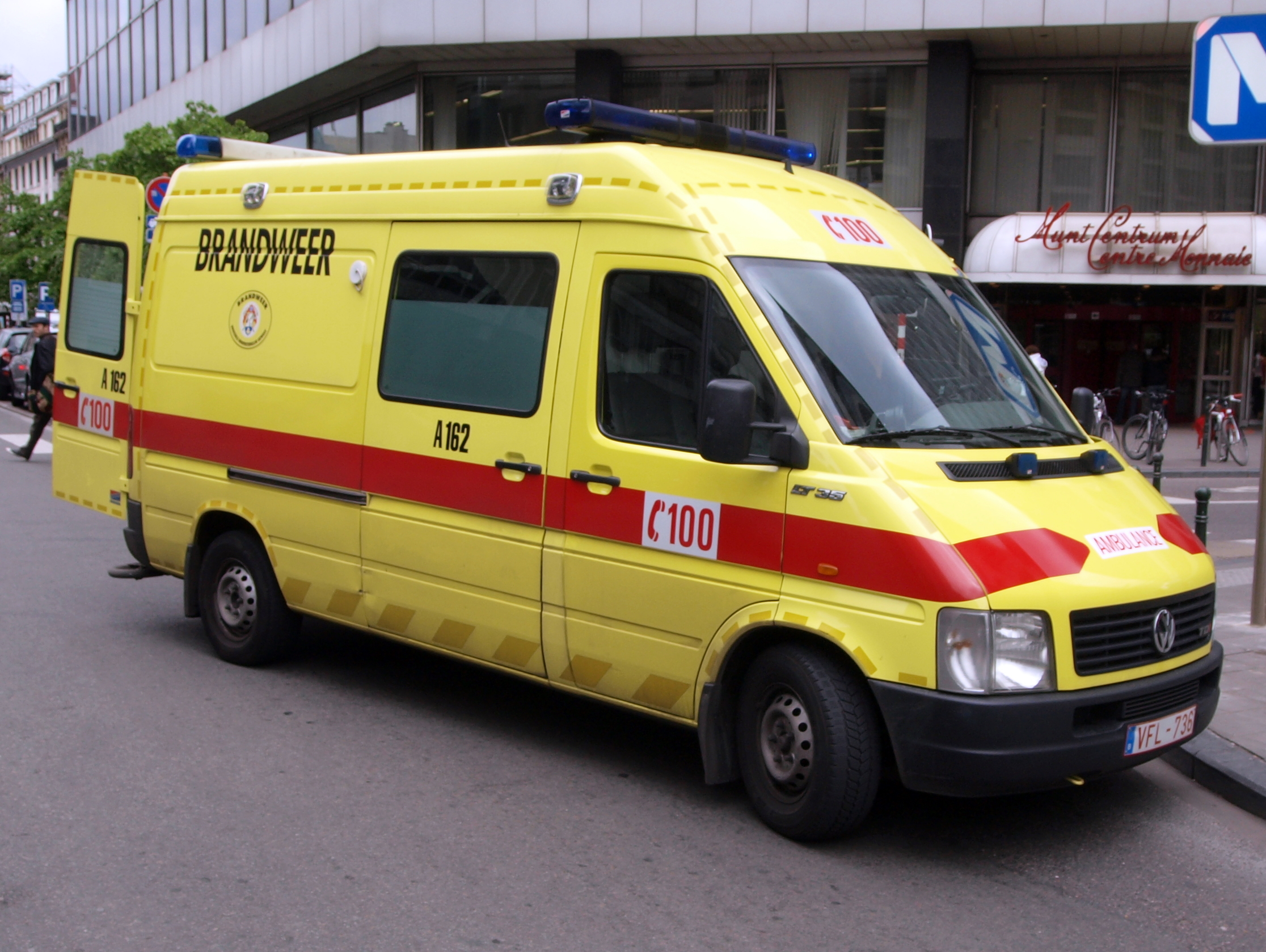
Ambulance des pompiers de Bruxelles sur châssis Volkswagen LT.

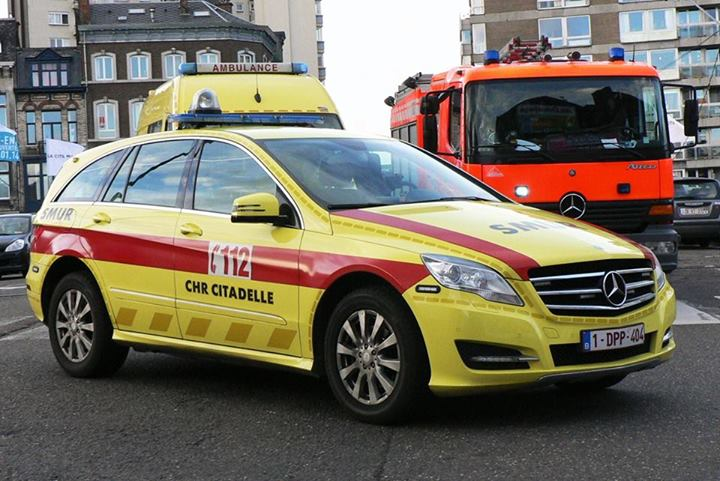
VIM du service SMUR de l’hôpital de la Citadelle de Liège.

L'aide médicale urgente (qui a été à l'origine de l'acronyme « SAMU ») est articulée en Belgique autour des Centres d'appel unifiés « 100 » ou centrale 100 (c'est le numéro formé par téléphone pour obtenir les secours médicaux et pompiers en Belgique, il est doublé par le numéro européen 112 qui est censé être polyglotte).
Ces centres d'appel répartissent les moyens disponibles parmi lesquels les ambulances, les SMUR ainsi que les moyens techniques mis à disposition par les services d'incendie. Un médecin DIR-MED (directeur des soins médicaux) est également de garde dans chaque province pour gérer les situations d'exception (catastrophes).
Tous ces moyens sont mis en œuvre pour adresser les patients qui le nécessitent vers les services hospitaliers d'urgence agréés, voire vers certains services extrêmement spécialisés (par exemple: centres pour grands brûlés, centres spécialisés dans la chirurgie de réimplantation des membres sectionnés). C'est le Médecin du SMUR qui « régule » ces cas.
- Le centre 100 reçoit les appels, un centraliste évalue les secours nécessaires et les dépêche sur place. Systématiquement une ambulance est mobilisée. S'il le juge nécessaire, un SMUR sera envoyé également. Enfin il dépêchera les moyens techniques utiles s'il dispose d'informations suffisantes.
- L'ambulance, premier intervenant sur le terrain, est composée de 2 ambulanciers (la plupart du temps également pompiers) détenteurs du brevet « AMU » se déplaçant avec un véhicule contenant le matériel nécessaire à la prise en charge et au transport du patient vers l'hôpital. Si nécessaire, les ambulanciers peuvent faire appel au renfort d'un SMUR (pour les cas médicalement graves) ou des moyens techniques des services incendie (désincarcération, protection, etc).
- Le V.I.M. (pour Véhicule d'intervention médicalisé) est une équipe hospitalière dépendant du service SMUR elle est composée de au moins 1 médecin urgentiste et 1 infirmier(ère) spécialisé(e) SISU (pour Soins Intensifs et Soins d'Urgences) (ce qui signifie que ce dernier a fait une année de spécialisation dite « SIAMU » (pour Soins intensifs et Aide médicale urgente qui est une 4e année des études d'infirmier en Belgique). Ils sont parfois accompagnés d'un chauffeur, voire d'un ou deux ambulanciers (suivant qu'ils se déplacent dans une voiture ou dans une ambulance). Sur place, le médecin prend la direction de l'intervention et peut à son tour faire appel à des moyens supplémentaires si nécessaire.
- Les services incendie interviennent le plus souvent pour l'évacuation d'un patient couché par échelle aérienne, la désincarcération, la protection et le balisage (voies rapides et autoroutes), voir le renfort au brancardage en conditions difficiles.
- La Régulation médicale est ici faite par le Médecin du SMUR car il n'y a pas de centre spécifique de régulation médicale comme c'est le cas en France. Cette organisation est la même qui existait en France avant la naissance des Samu.
- Le DIR-MED est un médecin disposant d'un véhicule prioritaire pour se rendre au plus vite sur les lieux en cas de situation d'exception (nombre potentiel ou réel de victimes), il fait aussi fonction de « Régulateur avancé ».

Il existe en Belgique 2 VIM héliportés « satellites expérimentaux » qui sont des hélicoptères médicalisés (l'un basé à Bruges, l'autre à Bra-sur-Lienne, dans les Ardennes).
Un nouveau type d'intervenant, dénommé « PIT » (Paramedical Intervention Team) fait actuellement l'objet d'un projet expérimental. Cette équipe, formée de 1 infirmier(ère) SISU et 1 ambulancier existe sous deux formes. Elle se déplace soit en ambulance et intervient à la place de l'ambulance normale, soit en voiture et intervient tout simplement comme un VIM paramédical. Ce projet vise à limiter la mobilisation d'un médecin lorsque cela n'est pas strictement nécessaire ou à gagner du temps lorsqu'un médecin est nécessaire, l'infirmier appliquant des prescriptions médicales.

## Financement et frais d’intervention

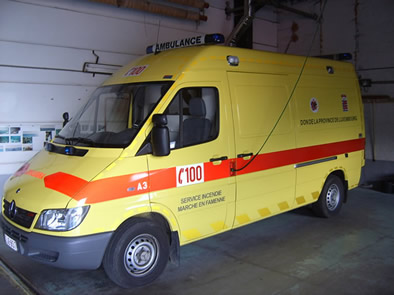
Une des 4 ambulances des pompiers de Marche-en-Famenne (zone de secours Luxembourg), dans son garage, prête à partir.

Le fonctionnement des centres d’appel unifiés est financé par l’État.
Les frais d’intervention sont à charge de la personne transportée. Les services d’ambulance ne peuvent toutefois facturer librement leurs prestations, les tarifs étant fixés par l’arrêté royal du 7 avril 1995 (Moniteur belge du 22 août 1995). Ceux-ci sont calculés en fonction du nombre total de kilomètres parcourus par l’ambulance, depuis son départ jusqu’à son retour à sa base. Ils comprennent: le coût du trajet et de la prise en charge, les secours, l’accompagnement par les ambulanciers, les frais d’amortissement et d’exploitation de l’ambulance ainsi que de son matériel. À noter que les produits sur prescription médicale et les éventuelles prestations effectuées par un médecin ne sont pas compris dans ce tarif. Les tarifs sont indexés chaque année.
Le tarif « 100 » dépendant du nombre de kilomètres parcourus, la facturation peut être scindée si l’ambulance transporte plusieurs personnes.
En cas d’honoraire ou de facture impayée, le médecin, la fonction SMUR ou le service d’ambulance peut s’adresser au Fonds d’Aide Médicale Urgente (FAMU). Le FAMU paie alors les frais résultant de l’intervention et se charge lui-même de les recouvrer auprès de la personne transportée. Le FAMU est une disposition de la loi du 8 juillet 1964 (Moniteur belge du 25 juillet 1964) et est constitué en ASBL par les entreprises d’assurances qui pratiquent la couverture de certains risques. Il est financé pour 2/3 par les contributions des entreprises d’assurances et pour 1/3 par un subside annuel de l’État.

## Formation

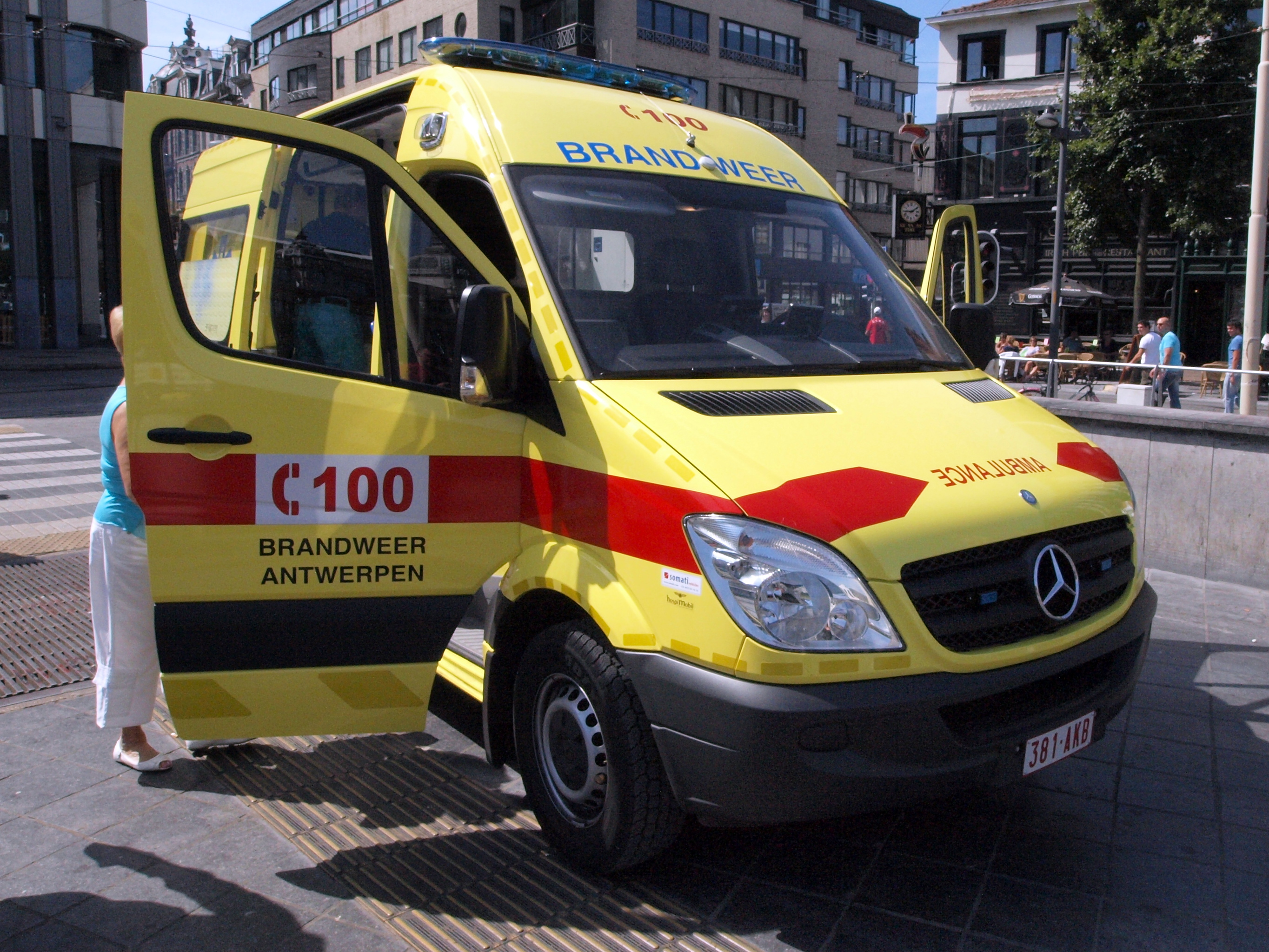
Ambulance des pompiers d'Anvers sur châssis Mercedes Sprinter.

Le brevet AMU désigne également la formation délivrée aux secouristes-ambulanciers, d'une durée de minimum 160 heures, cette formation comprend des cours théoriques (80h), des exercices pratiques (40h) et un stage de (40h).
Le brevet est valable 5 ans.
Au terme des 5 ans, celui-ci est réévalué. Si l’évaluation est positive, son brevet et renouvelé pour une nouvelle période de 5 ans.
Chaque année, le secouriste-ambulancier doit suivre une formation permanente de 24h.
Les formations sont organisées par des centres de formation et de perfectionnement. En Belgique, il en existe un par province. Ces centres sont supervisés par les Commissions d’aide médicale urgente (COAMU), instituées sur base provinciale par l’arrêté royal du 10 août 1998 (Moniteur belge du 2 septembre 1998). Pour dispenser les formations, les centres doivent utiliser un manuel publié par le Service public fédéral Santé publique, Sécurité de la Chaîne alimentaire et Environnement.
En supplément de cette formation de base, des formations spécialisées existent mais ne constituent pas une obligation légale. Ces formations sont proposées par des organismes indépendants. Ce n’est pas régi par un arrêté royal comme la formation de secouriste-ambulancier, et donc certaines écoles le proposent ainsi que des organismes indépendants.

## Services participants

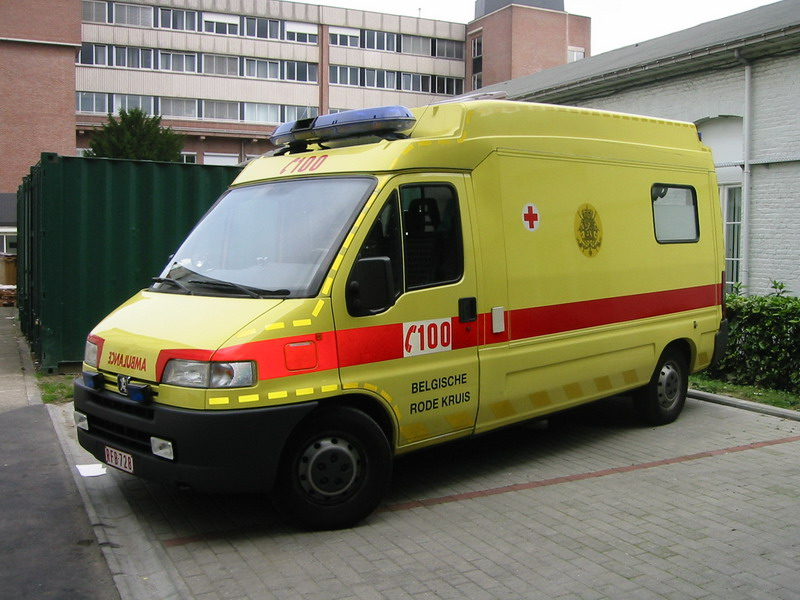
Une ancienne ambulance de la Croix-Rouge de Belgique sur châssis Peugeot Boxer (en 2002).

- Les Services d'Incendie, (principalement avec des ambulances et des chauffeurs SMUR ou PIT)
- La Croix-Rouge de Belgique (principalement avec des ambulances, ainsi que des SMUR)
- La Protection civile (ambulances)
- Certains services privés d'ambulance (ambulances normales, mise à disposition de véhicules avec chauffeurs pour les SMUR)
- Hôpitaux agréés (services d'urgences, équipes médicales des SMURs)
- Certains services privés d'hélicoptères médicaux (2 SMUR existent sous cette forme en Belgique)

D’une manière générale, il existe deux types de services d’ambulances :
- les services organisés ou concédés par les pouvoirs publics ;
- les services privés qui ont conclu une convention avec l’État.

Les services d’ambulances sont agréés par le ministre de la Santé. Les normes d’agrément portent sur les véhicules utilisés et sur les lieux de départ.
Il existe également deux types d’organes consultatifs : les Commissions d’aides médicales urgentes (COAMU) et le Conseil national des secours médicaux d’urgence.
Les COAMU rassemblent tous les acteurs d’une même province afin d’assurer la collaboration et le bon fonctionnement de l’aide médicale urgente. Leurs membres doivent se réunir au moins une fois par an. Elles sont composées de représentants des services d’ambulance, des services d’incendie, des services d’urgences, des services mobiles d’urgence, des services de garde de médecine générale, du service des secours de la Croix-Rouge et du gouverneur de la province. Chaque COAMU est présidée par un Inspecteur d’hygiène.
Le Conseil national des secours médicaux d’urgence rassemble des représentants des associations scientifiques de médecine générale, des associations de médecine d’urgence et de catastrophe, des associations d’établissements de soins, des associations scientifiques des infirmiers, des associations professionnelles d’ambulanciers, des centres de secours « 100 », de la Croix-Rouge de Belgique et du service médical de l’armée. Il doit se réunir au moins deux fois par an. Son rôle est de formuler des avis au ministre de la Santé concernant l’organisation de l’aide médicale urgente, la collecte et l’enregistrement des données, le contrôle de la qualité, l’évaluation de la pratique, les normes d’agréments et les critères de programmation des services.

## Centre d’appels d’urgence

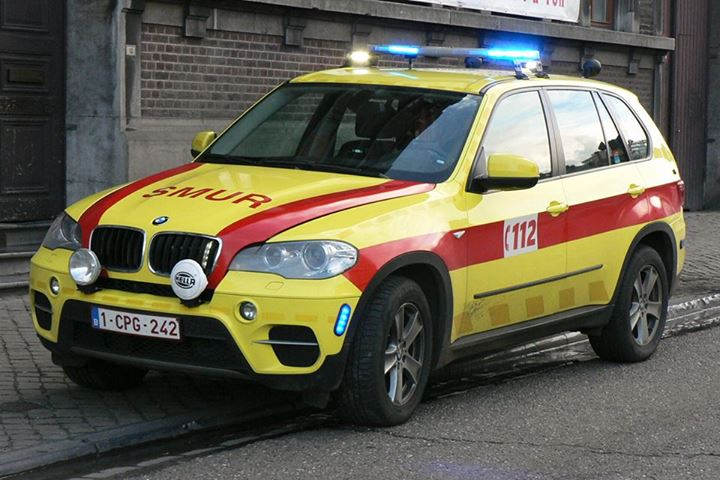
VIM du service SMUR de Liège sur châssis BMW X5.

Les appels d'aide médicale urgente en Belgique se font via le numéro européen 112. Celui-ci est traité par des centrales d'urgences faisant office de centre de réception des appels mais également de dispatching pour les moyens médicaux à mettre en œuvre. Il n'existe toutefois pas de régulation médicosanitaire des urgences. Au contraire, la loi programme du 9 juillet 2004 (Moniteur belge du 15 juillet 2004) modifie complètement la gestion des appels aux services de secours en créant une « Agence des appels aux services de secours ». Cette agence devrait regrouper les appels aux numéros 112, 100 et 101 pour les trois premières disciplines de l'urgence, à savoir les pompiers (discipline 1), l'aide médicale urgente (discipline 2) et la police (discipline 3). Elle doit toutefois encore être concrétisée par des arrêtés d’exécution qui n’ont pas encore été publiés. Elle confortera l'aspect de réception des appels en cantonnant le rôle du préposé à celui d'un « calltaker » civil, employé par le service public fédéral Intérieur mais toujours tenu par le secret médical. L'aspect des futurs « dispatching de la discipline 2 » reste encore à préciser.